# Kobiela (województwo świętokrzyskie)
Kobiela – wieś sołecka w Polsce położona w województwie świętokrzyskim, w powiecie kazimierskim, w gminie Opatowiec.
| SIMC    | Nazwa         | Rodzaj    |
| ------- | ------------- | --------- |
| 0257704 | Dolna Kobiela | część wsi |
| 0257710 | Górna Kobiela | część wsi |

W latach 1975–1998 miejscowość administracyjnie należała do województwa kieleckiego.